# Деспотович, Джордже
Джо́рдже Де́спотович (серб. Ђорђе Деспотовић; род. 4 марта 1992, Лозница, Мачванский округ) — сербский футболист, нападающий боснийского клуба «Борац» (Баня-Лука). Двукратный чемпион Казахстана (2016, 2017) и двукратный обладатель Кубка Казахстана (2015, 2016).

## Биография

### Клубная карьера
Родился в городе Лозница на западе Сербии за пару месяцев до распада Югославии. С юных лет занимался футболом в школе белградского клуба «Црвена звезда». В основную команду не попал, и сезон 2010 года провёл в аренде в команде «Сопот» из южного пригорода Белграда.
В 2011 году перешёл в клубе из Воеводины — «Спартак» Суботица, который вернулся в Суперлигу Сербии. За свой первый сезон 19-летний форвард забил 4 гола, в следующем — уже 12 (два — «Црвене звезде»).
В июле 2013 года подписал годичное соглашение с бельгийским «Локереном», выступающим в Лиге Жюпиле, где забил 1 гол в четырёх играх, и спустя год вернулся в «Црвену звезду».
В Суперлиге Сербии провёл 10 игр и забил 1 гол, а в Кубке Сербии — 1 гол в двух играх. В феврале 2015 года был отдан в аренду на полгода в казахстанский клуб «Жетысу». Несмотря на правило «только пять легионеров на поле», получил необходимую практику и в 18 играх забил пять голов.
Во время двухматчевого противостояния «Кайрата» с «Црвеной звездой» в первом раунде Лиги Европы скауты алматинского клуба обратили внимания на нападающего, и в начале июля 2015 года игрок до конца сезона на правах аренды перешёл в «Кайрат». 16 июля, в своём первом матче Лиги Европы против армянского «Алашкерта», открыл счёт голам за клуб. В концовке чемпионата забил 8 голов в 9 играх и помог «Кайрату» стать вице-чемпионом Казахстана.
21 ноября в финале Кубка Казахстана забил 2 гола в ворота «Астаны» и принёс «Кайрату» победу (2:1).
В декабре 2015 года Деспотович выкупил за долги свой контракт у родного клуба «Црвена звезда» и стал свободным агентом, но одним из условий ухода был запрет играть полгода за «Кайрат».
В феврале 2016 года подписал двухлетний контракт с клубом «Астана». Сыграв 31 игру в чемпионате, забил 8 голов и стал лучшим бомбардиром команды. В играх Кубка провёл 4 игры из пяти и забил три гола. Его вклад помог «Астане» впервые сделать золотой дубль — выиграть и чемпионат, и Кубок страны. В квалификации Лиги чемпионов и групповом турнире Лиги Европы 2016/17 Деспотович сыграл 11 матчей из 12 и забил два гола — греческому «Олимпиакосу» и кипрскому АПОЭЛу. В феврале 2017 года был отправлен на год в аренду в костанайский клуб «Тобол». Провёл там 15 игр, забил три гола. 15 июня был возвращён назад в преддверии игр Лиги чемпионов. Сыграл за «Астану» во втором круге 7 матчей в чемпионате, забил гол «Ордабасы». Однако в матче квалификации Лиги чемпионов 2017/18 с польской «Легией» 26 июля в Астане (3:1) на 20-й минуте получил серьёзную травму и выбыл на четыре месяца. На поле вышел лишь к декабрю на замену в двух матчах группового этапа Лиги Европы против испанского «Вильярреала» (2:3) и пражской «Славии» (1:0), когда клуб впервые в своей истории прошёл в стадию плей-офф Лиги Европы. 15 и 22 февраля 2018 года выступил в этих двух матчах «Астаны» с португальским «Спортингом» (1:3, 3:3).
4 марта 2018 года, в свой 26-й день рождения, выиграл с «Астаной» свой первый Суперкубок Казахстана по футболу у «Кайрата» (3:0), и болельщики поздравили его праздничным тортом прямо с трибуны.
11 марта сыграл в первом туре чемпионата Казахстана, а через неделю вылетел в США. Там, пройдя медицинское обследование, подписал двухлетний контракт с клубом «Лос-Анджелес Гэлакси». Сумма трансфера составила 1 млн евро. Вернувшись в Сербию, получал рабочую визу США. В это время «Лос-Анджелес Гэлакси» подписал давно планировавшийся контракт с экс-игроком «Манчестер Юнайтед» Златаном Ибрагимовичем. Спустя неделю Златан дебютировал за клуб и, выйдя на 71-й минуте матча при счёте 1:3 в матче с «Лос-Анджелесом», оформил дубль и принёс победу «Гэлакси» (4:3). Американцы ещё не внесли Деспотовича в заявку, и в новых обстоятельствах трансфер серба сорвался. Джордже вернулся в Астану и 11 апреля в матче второй лиги «Астана-М» — «Тараз-М» (3:0) забил гол. 9 мая открыл счёт своим голам в чемпионате сезона 2018 года, забив гол «Кызыл-Жару». В июне, разочарованный срывом карьеры в Америке, Деспотович объявил о желании уйти из «Астаны» и 22 июля в летнее трансферное окно покинул команду.
Спустя неделю подписал контракт на два года с российским «Оренбургом». В осенней части сыграл 9 игр чемпионата России и забил один гол московскому «Локомотиву» в последнем 17 туре 8 декабря 2018 года. Весной забил ещё гол московскому «Динамо» (1:0) и вывел свой клуб на 8 место. 13 апреля 2019 года забил победный гол в ворота московского ЦСКА (3:2). Был ещё гол в ворота аутсайдера «Енисея» в проигранном матче (1:2), и в итоге этих трёх очков не хватило команде, которая с 7 места не попала в еврокубки.
В сезоне 2019/20 руководство клуба приняло решение сделать Деспотовича капитаном «Оренбурга». 1 июня 2020 года покинул «Оренбург» по истечении срока контракта.
21 июля 2020 года Деспотович подписал трёхлетний контракт с клубом «Рубин». В январе 2022 года контракт был расторгнут по обоюдному согласию сторон.
В феврале 2022 года Деспотович подписал контракт с тульским «Арсеналом». В июле 2023 года объявил об уходе из клуба.

### Карьера в сборной
7 октября 2010 года дебютировал за юношескую сборную Сербии до 19 лет в матче с Болгарией (3:0).
20 августа 2020 года был вызван в основную сборную Сербии.

## Статистика выступлений
| Клуб                      | Сезон            | Лига             | Лига | Лига | Кубки | Кубки | Еврокубки | Еврокубки | Прочие | Прочие | Всего | Всего |
| Клуб                      | Сезон            | Дивизион         | Игры | Голы | Игры  | Голы  | Игры      | Голы      | Игры   | Голы   | Игры  | Голы  |
| ------------------------- | ---------------- | ---------------- | ---- | ---- | ----- | ----- | --------- | --------- | ------ | ------ | ----- | ----- |
| Спартак (Суботица)        | 2011/12          | Суперлига        | 27   | 1    | 1     | 2     | -         | -         | -      | -      | 28    | 3     |
| Спартак (Суботица)        | 2012/13          | Суперлига        | 27   | 12   | 2     | 1     | -         | -         | -      | -      | 29    | 13    |
| Спартак (Суботица)        | Итого            | Итого            | 54   | 13   | 3     | 3     | 0         | 0         | 0      | 0      | 57    | 16    |
| Локерен                   | 2013/14          | Лига Жюпиле      | 4    | 0    | 1     | 1     | -         | -         | 0      | 0      | 5     | 1     |
| Локерен                   | Итого            | Итого            | 4    | 0    | 1     | 1     | 0         | 0         | 0      | 0      | 5     | 1     |
| Црвена звезда             | 2014/15          | Суперлига        | 10   | 1    | 2     | 1     | -         | -         | -      | -      | 12    | 2     |
| Црвена звезда             | 2015/16          | Суперлига        | 0    | 0    | 0     | 0     | -         | -         | -      | -      | 0     | 0     |
| Црвена звезда             | Итого            | Итого            | 10   | 1    | 2     | 1     | 0         | 0         | 0      | 0      | 12    | 2     |
| Жетысу (аренда)           | 2015             | Премьер-лига     | 18   | 5    | 2     | 0     | -         | -         | -      | -      | 20    | 5     |
| Жетысу (аренда)           | Итого            | Итого            | 18   | 5    | 2     | 0     | 0         | 0         | 0      | 0      | 20    | 5     |
| Кайрат (аренда)           | 2015             | Премьер-лига     | 9    | 8    | 1     | 0     | 6         | 1         | 0      | 0      | 16    | 9     |
| Кайрат (аренда)           | Итого            | Итого            | 9    | 8    | 1     | 0     | 6         | 1         | 0      | 0      | 16    | 9     |
| Астана                    | 2016             | Премьер-лига     | 31   | 8    | 4     | 3     | 11        | 2         | 1      | 0      | 47    | 13    |
| Астана                    | 2017             | Премьер-лига     | 7    | 1    | 0     | 0     | 4         | 0         | 0      | 0      | 11    | 1     |
| Астана                    | 2018             | Премьер-лига     | 15   | 5    | 0     | 0     | 2         | 1         | 1      | 0      | 18    | 6     |
| Астана                    | Итого            | Итого            | 53   | 14   | 4     | 3     | 17        | 3         | 2      | 0      | 76    | 20    |
| Тобол (Костанай) (аренда) | 2017             | Премьер-лига     | 16   | 3    | 1     | 0     | -         | -         | -      | -      | 17    | 3     |
| Тобол (Костанай) (аренда) | Итого            | Итого            | 16   | 3    | 1     | 0     | 0         | 0         | 0      | 0      | 17    | 3     |
| Оренбург                  | 2018/19          | Премьер-лига     | 23   | 4    | 2     | 1     | -         | -         | -      | -      | 25    | 5     |
| Оренбург                  | 2019/20          | Премьер-лига     | 20   | 8    | 2     | 1     | -         | -         | -      | -      | 22    | 9     |
| Оренбург                  | Итого            | Итого            | 43   | 12   | 4     | 2     | -         | -         | -      | -      | 47    | 14    |
| Рубин                     | 2020/21          | Премьер-лига     | 25   | 13   | -     | -     | -         | -         | -      | -      | 25    | 13    |
| Рубин                     | Итого            | Итого            | 25   | 13   | 0     | 0     | 0         | 0         | 0      | 0      | 25    | 13    |
| Всего за карьеру          | Всего за карьеру | Всего за карьеру | 232  | 69   | 18    | 10    | 25        | 4         | 2      | 0      | 276   | 83    |

## Достижения
«Локерен»
- Обладатель Кубка Бельгии: 2013/14

«Кайрат»
- Обладатель Кубка Казахстана: 2015

«Астана»
- Чемпион Казахстана (2): 2016, 2017
- Обладатель Кубка Казахстана: 2016
- Обладатель Суперкубка Казахстана: 2018